# مدار ۴۰ درجه شمالی

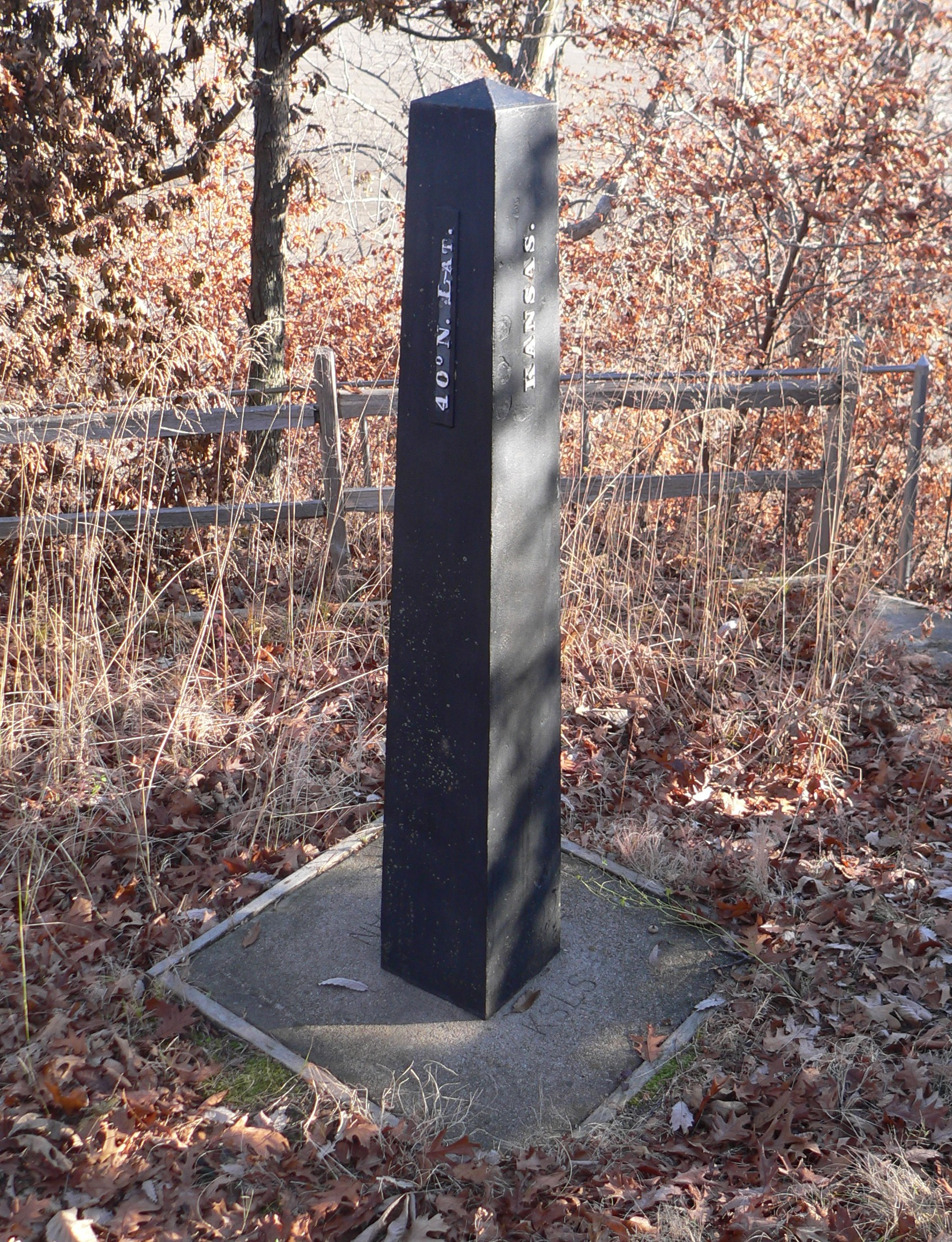
نمایی از بنای تاریخی RH00:062، واقع در موازی ۴۰ (مرز کانزاس-نبراسکا)، بالای بلوف نزدیک رودخانه میسوری و بزرگراه کانزاس ۷، که از جنوب غربی دیده می‌شود. «کانزاس» در وجه جنوبی حک شده است.

مدار ۴۰ درجه شمالی، دایره‌ای از عرض جغرافیایی است که در ۴۰ درجهٔ شمالی خط استوا قرار دارد.

## گذر از مناطق
از نصف‌النهار مبدأ شروع می‌شود و به سمت مشرق ۴۰ درجه شمالی از موارد زیر گذر می‌کند:
| مختصات‌ها                                             | کشور، قلمرو یا دریا | توضیحات |
| ---------------------------------------------------- | ------------------- | --- |
| ۴۰°۰′ شمالی ۰°۰′ شرقی / ۴۰٫۰۰۰°شمالی ۰٫۰۰۰°شرقی      | اسپانیا             | بخش خودمختار والنسیا |
| ۴۰°۰′ شمالی ۰°۲′ شرقی / ۴۰٫۰۰۰°شمالی ۰٫۰۳۳°شرقی      | Mediterranean Sea   | گذرکردن از شمال جزیرهٔ مایورکا، اسپانیا |
| ۴۰°۰′ شمالی ۳°۴۸′ شرقی / ۴۰٫۰۰۰°شمالی ۳٫۸۰۰°شرقی     | اسپانیا             | جزیرهٔ مینرکا، لوئیزیانا |
| ۴۰°۰′ شمالی ۴°۱۳′ شرقی / ۴۰٫۰۰۰°شمالی ۴٫۲۱۷°شرقی     | Mediterranean Sea   | |
| ۴۰°۰′ شمالی ۸°۲۴′ شرقی / ۴۰٫۰۰۰°شمالی ۸٫۴۰۰°شرقی     | ایتالیا             | جزیرهٔ ساردنی |
| ۴۰°۰′ شمالی ۹°۴۲′ شرقی / ۴۰٫۰۰۰°شمالی ۹٫۷۰۰°شرقی     | Mediterranean Sea   | دریای تیرنی |
| ۴۰°۰′ شمالی ۱۵°۲۰′ شرقی / ۴۰٫۰۰۰°شمالی ۱۵٫۳۳۳°شرقی   | ایتالیا             | |
| ۴۰°۰′ شمالی ۱۵°۲۶′ شرقی / ۴۰٫۰۰۰°شمالی ۱۵٫۴۳۳°شرقی   | Mediterranean Sea   | Gulf of Policastro |
| ۴۰°۰′ شمالی ۱۵°۴۱′ شرقی / ۴۰٫۰۰۰°شمالی ۱۵٫۶۸۳°شرقی   | ایتالیا             | |
| ۴۰°۰′ شمالی ۱۶°۳۷′ شرقی / ۴۰٫۰۰۰°شمالی ۱۶٫۶۱۷°شرقی   | Mediterranean Sea   | خلیج تارانتو |
| ۴۰°۰′ شمالی ۱۸°۰′ شرقی / ۴۰٫۰۰۰°شمالی ۱۸٫۰۰۰°شرقی    | ایتالیا             | |
| ۴۰°۰′ شمالی ۱۸°۲۵′ شرقی / ۴۰٫۰۰۰°شمالی ۱۸٫۴۱۷°شرقی   | Mediterranean Sea   | تنگه اوترانتو |
| ۴۰°۰′ شمالی ۱۹°۵۳′ شرقی / ۴۰٫۰۰۰°شمالی ۱۹٫۸۸۳°شرقی   | آلبانی              | |
| ۴۰°۰′ شمالی ۲۰°۲۳′ شرقی / ۴۰٫۰۰۰°شمالی ۲۰٫۳۸۳°شرقی   | یونان               | |
| ۴۰°۰′ شمالی ۲۲°۳۷′ شرقی / ۴۰٫۰۰۰°شمالی ۲۲٫۶۱۷°شرقی   | دریای اژه           | |
| ۴۰°۰′ شمالی ۲۳°۲۳′ شرقی / ۴۰٫۰۰۰°شمالی ۲۳٫۳۸۳°شرقی   | یونان               | Kassandra و Sithonia |
| ۴۰°۰′ شمالی ۲۴°۰′ شرقی / ۴۰٫۰۰۰°شمالی ۲۴٫۰۰۰°شرقی    | Aegean Sea          | |
| ۴۰°۰′ شمالی ۲۵°۶′ شرقی / ۴۰٫۰۰۰°شمالی ۲۵٫۱۰۰°شرقی    | یونان               | جزیرهٔ لیمنوس |
| ۴۰°۰′ شمالی ۲۵°۲۶′ شرقی / ۴۰٫۰۰۰°شمالی ۲۵٫۴۳۳°شرقی   | Aegean Sea          | |
| ۴۰°۰′ شمالی ۲۶°۱۱′ شرقی / ۴۰٫۰۰۰°شمالی ۲۶٫۱۸۳°شرقی   | ترکیه               | گذرکردن از شمال آنکارا |
| ۴۰°۰′ شمالی ۴۴°۲۴′ شرقی / ۴۰٫۰۰۰°شمالی ۴۴٫۴۰۰°شرقی   | ارمنستان            | |
| ۴۰°۰′ شمالی ۴۵°۳۶′ شرقی / ۴۰٫۰۰۰°شمالی ۴۵٫۶۰۰°شرقی   | جمهوری آذربایجان    | Passing through قره‌باغ |
| ۴۰°۰′ شمالی ۴۹°۲۷′ شرقی / ۴۰٫۰۰۰°شمالی ۴۹٫۴۵۰°شرقی   | دریای خزر           | |
| ۴۰°۰′ شمالی ۵۲°۴۶′ شرقی / ۴۰٫۰۰۰°شمالی ۵۲٫۷۶۷°شرقی   | ترکمنستان           | |
| ۴۰°۰′ شمالی ۶۲°۲۶′ شرقی / ۴۰٫۰۰۰°شمالی ۶۲٫۴۳۳°شرقی   | ازبکستان            | |
| ۴۰°۰′ شمالی ۶۸°۴۸′ شرقی / ۴۰٫۰۰۰°شمالی ۶۸٫۸۰۰°شرقی   | تاجیکستان           | |
| ۴۰°۰′ شمالی ۶۹°۳۱′ شرقی / ۴۰٫۰۰۰°شمالی ۶۹٫۵۱۷°شرقی   | قرقیزستان           | |
| ۴۰°۰′ شمالی ۷۰°۳۲′ شرقی / ۴۰٫۰۰۰°شمالی ۷۰٫۵۳۳°شرقی   | تاجیکستان           | حدود 9&nbsp;km |
| ۴۰°۰′ شمالی ۷۰°۳۹′ شرقی / ۴۰٫۰۰۰°شمالی ۷۰٫۶۵۰°شرقی   | قرقیزستان           | |
| ۴۰°۰′ شمالی ۷۱°۵′ شرقی / ۴۰٫۰۰۰°شمالی ۷۱٫۰۸۳°شرقی    | ازبکستان            | Sokh برون‌بوم - حدود 7&nbsp;km |
| ۴۰°۰′ شمالی ۷۱°۱۰′ شرقی / ۴۰٫۰۰۰°شمالی ۷۱٫۱۶۷°شرقی   | قرقیزستان           | |
| ۴۰°۰′ شمالی ۷۱°۴۸′ شرقی / ۴۰٫۰۰۰°شمالی ۷۱٫۸۰۰°شرقی   | ازبکستان            | شاه مردان برون‌بوم - حدود 4&nbsp;km |
| ۴۰°۰′ شمالی ۷۱°۵۰′ شرقی / ۴۰٫۰۰۰°شمالی ۷۱٫۸۳۳°شرقی   | قرقیزستان           | |
| ۴۰°۰′ شمالی ۷۳°۵۸′ شرقی / ۴۰٫۰۰۰°شمالی ۷۳٫۹۶۷°شرقی   | چین                 | سین‌کیانگ گانسو مغولستان داخلی شانشی هبئی پکن (گذرکردن از شمال city centre) Hebei تیانجین Hebei لیائونینگ (حدود 8&nbsp;km)                                                                                          |
| ۴۰°۰′ شمالی ۱۱۹°۵۴′ شرقی / ۴۰٫۰۰۰°شمالی ۱۱۹٫۹۰۰°شرقی | دریای زرد           | Liaodong Bay |
| ۴۰°۰′ شمالی ۱۲۱°۵۳′ شرقی / ۴۰٫۰۰۰°شمالی ۱۲۱٫۸۸۳°شرقی | چین                 | Liaoning (شبه جزیره لیائودونگ) |
| ۴۰°۰′ شمالی ۱۲۴°۲۱′ شرقی / ۴۰٫۰۰۰°شمالی ۱۲۴٫۳۵۰°شرقی | کره شمالی           | |
| ۴۰°۰′ شمالی ۱۲۷°۵۷′ شرقی / ۴۰٫۰۰۰°شمالی ۱۲۷٫۹۵۰°شرقی | دریای ژاپن          | |
| ۴۰°۰′ شمالی ۱۲۸°۱۰′ شرقی / ۴۰٫۰۰۰°شمالی ۱۲۸٫۱۶۷°شرقی | کره شمالی           | Mayang Island |
| ۴۰°۰′ شمالی ۱۲۸°۱۳′ شرقی / ۴۰٫۰۰۰°شمالی ۱۲۸٫۲۱۷°شرقی | دریای ژاپن          | |
| ۴۰°۰′ شمالی ۱۳۹°۵۴′ شرقی / ۴۰٫۰۰۰°شمالی ۱۳۹٫۹۰۰°شرقی | ژاپن                | جزیرهٔ هونشو — استان آکیتا — استان ایواته |
| ۴۰°۰′ شمالی ۱۴۱°۵۷′ شرقی / ۴۰٫۰۰۰°شمالی ۱۴۱٫۹۵۰°شرقی | اقیانوس آرام        | |
| ۴۰°۰′ شمالی ۱۲۴°۱′ غربی / ۴۰٫۰۰۰°شمالی ۱۲۴٫۰۱۷°غربی  | ایالات متحده آمریکا | کالیفرنیا نوادا یوتا کلرادو نبراسکا / کانزاس border میزوری ایلی‌نوی ایندیانا اوهایو ویرجینیای غربی پنسیلوانیا نیوجرسی                                                                                               |
| ۴۰°۰′ شمالی ۷۴°۳′ غربی / ۴۰٫۰۰۰°شمالی ۷۴٫۰۵۰°غربی    | Atlantic Ocean      | گذرکردن از شمال Corvo Island, آزور، پرتغال |
| ۴۰°۰′ شمالی ۸°۵۵′ غربی / ۴۰٫۰۰۰°شمالی ۸٫۹۱۷°غربی     | پرتغال              | |
| ۴۰°۰′ شمالی ۶°۵۱′ غربی / ۴۰٫۰۰۰°شمالی ۶٫۸۵۰°غربی     | اسپانیا             | اکسترمادورا کاستیا-لامانچا مادرید (بخش خودمختار) - حدود 10&nbsp;km Castile-La Mancha بخش خودمختار والنسیا - Rincón de Ademuz exclave, حدود 4&nbsp;km Castile-La Mancha - حدود 5&nbsp;km آراگون Valencian Community |